# Изас (приток Томи)
Изас — река в России, протекает по Аскизскому району Республики Хакасия. Устье реки находится в 757 км от устья Томи по левому берегу. Длина реки составляет 27 км.
Притоки — Неожиданный и Козий.

## Данные водного реестра
По данным государственного водного реестра России относится к Верхнеобскому бассейновому округу, водохозяйственный участок реки — Томь от истока до города Новокузнецк, без реки Кондома, речной подбассейн реки — Томь. Речной бассейн реки — (Верхняя) Обь до впадения Иртыша.